# Stephanoxis
Stephanoxis es un género de aves apodiformes de la familia Trochilidae —los colibríes— que agrupa apenas a dos especies nativas de las selvas paranaenses o de mata atlántica del centro oriental de América del Sur, cuyas áreas de distribución se encuentran entre el sureste de Brasil hasta el sur de Brasil, este de Paraguay y extremo noreste de Argentina (Misiones y extremo noreste de Corrientes). A sus miembros se les conoce por el nombre común de colibríes copetones o picaflores copetones.

## Características
Los dos colibríes de este género son pequeños, miden alrededor de 8 cm de longitud. En la corona, la cabeza de los machos exhibe un notable, fino y largo copete azul-violáceo o verde, aunque en ocasiones es más corto por causa de roturas o desgaste. El pico es delgado, recto, negro, adaptado para la absorción de néctar y a la captura de insectos. Su hábitat natural es la selva húmeda semitropical y tropical. También habita en selvas secundarias o degradadas.

## Sistemática
El género Stephanoxis fue propuesto por el zoólogo francés Eugène Simon en 1897 para substituir los géneros Cephallepis Loddiges, 1831 y su enmienda Cephalolepis Cabanis & Heine, 1860 que se encontraban ambos pre-ocupados.

### Etimología
El nombre genérico masculino «Stephanoxis» se compone de las palabras del griego «stephanos» que significa ‘corona’ y «oxus» que significa ‘puntiagudo’.

### Historia taxonómica
En el siglo XIX fueron descritas dos especies del género Stephanoxis. En el año 1945, Peters las reclasificó como
subespecies de una misma especie, S. lalandi, que pasó a ser la única del presente género, monotípico. Esto fue hecho sin proporcionar ninguna evidencia taxonómica para justificar tal decisión. En el año 2014, un equipo de especialistas publicó un trabajo de revaluación de los límites taxonómicos de ambas formas integrantes del género. Emplearon como base un lote de 173 ejemplares de 9 colecciones de todo el mundo, en los que incluso se encontraban los holotipos y paratipos de ambos taxones. Además, se analizaron 518 fotografías de ambos taxones, las que contaban con su localidad precisa. El resultado demostró que deben ser tratadas como dos especies plenas, bajo los conceptos biológico y filogenético de especie, debido a patrones bien definidos en el plumaje y la distribución geográfica, así como por presentar una clara reciprocidad monofilética. Sus geonemias están distanciadas entre sí por unos 160 km de un hiato sin representantes del género, el que se encuentra dentro del estado de São Paulo, en Brasil, delimitado por la sierra do Mar por el este y la sierra de Paranapiacaba por el oeste. La distribución de ambas especies es congruente con las de otras especies de aves montanas, lo que sugiere que han compartido eventos vicariantes pretéritos durante los períodos interglaciares.
El Comité de Clasificación de Sudamérica (SACC) reconoció la separación del género en dos especies en la Propuesta No 664.
Esta estrechamente relacionado con el género Klais.

## Lista de especies
Según las clasificaciones del Congreso Ornitológico Internacional (IOC) y Clements Checklist/eBird, el género agrupa a las siguientes especies con el respectivo nombre popular:
| Imagen | Nombre científico      | Autor            | Nombre común            | Estado de conservación | Distribución |
| ------ | ---------------------- | ---------------- | ----------------------- | ---------------------- | ------------ |
|        | Stephanoxis lalandi    | (Vieillot, 1818) | colibrí copetón norteño | LC                     |              |
|        | Stephanoxis loddigesii | (Gould, 1831)    | colibrí copetón sureño  | LC                     |              |